# Wilhelm Sjöstrand
Bengt Håkan Wilhelm Sjöstrand, född 19 augusti 1909 i Barnarps församling, död 5 december 1989 i Helga Trefaldighets församling i Uppsala, var en svensk pedagogisk forskare. Han var bror till Olof och Arvid Sjöstrand.

## Biografi
Sjöstrand var son till kyrkoherde John Sjöstrand. Efter studentexamen i Jönköping 1928 blev Sjöstrand teologie kandidat 1932, filosofie kandidat 1935, filosofie licentiat 1937 och disputerade för filosofie doktorsgrad 1942. Sjöstrand, som hade blivit docent i pedagogik 1941, var 1948–1976 professor i pedagogik och pedagogisk psykologi vid Uppsala universitet.
Sjöstrand deltog bland annat i skapandet av S:t Lukas utbildningsinstitut, en av landets första utbildningar i psykoterapi.
Han var gift med Kerstin Malmström (1908–1990). Sjöstrand bodde som emeritus, efter tiden i Uppsala, på gården Heda i Herråkra socken.
Makarna Sjöstrand är begravda på Uppsala gamla kyrkogård.

## Skrifter (urval)
- Pedagogikens historia (band I-III, 1965–1969)
- Freedom and Equality as fundamental Educational Principles in Western Democracy
- Källkritiska problem inom pedagogisk och historisk forskning
- Kadettskolan i Karlskrona 1756–1792.